# Oregon
L'Oregon  (AFI: /ˈɔreɡon/; in inglese: /ˈɔɹɪɡən/), sigla OR, è uno Stato federato degli Stati Uniti d'America situato nella regione del Pacifico nord-occidentale. Confina ad ovest con l'Oceano Pacifico, a nord con lo Stato di Washington, a sud con la California, ad est con l'Idaho e a sud-est con il Nevada. Il fiume Columbia delinea gran parte del confine settentrionale dello stato, e il fiume Snake costituisce gran parte del confine orientale. Il 42º parallelo nord segna invece il confine meridionale con California e Nevada. L'Oregon è uno dei tre stati degli Stati Uniti d'America continentali ad avere una costa sull'Oceano Pacifico, e la prossimità con l'oceano influenza significativamente il clima invernale mite dello stato, nonostante la latitudine.
L'Oregon fu abitato da molte tribù indigene prima dell'arrivo dell'insediamento dei commercianti ed esploratori occidentali. Nel 1843 si costituì un governo autonomo nell'Oregon Country, e il Territorio dell'Oregon fu creato nel 1848; l'Oregon divenne il 33º stato degli USA il 14 febbraio 1859. Attualmente, con i suoi 255.000 km², lo stato è il nono per superficie e, con una popolazione di 4 milioni di abitanti, è il 27º stato più popolato degli USA. La capitale è Salem, che è la seconda città più popolata dello stato, con 173.442 residenti (dato del 2018). Portland è invece la città più popolata, con 653.115 abitanti (dato del 2018), che si posiziona 26ª nella lista delle città più popolate degli Stati Uniti. L'area metropolitana di Portland conta 2.389.228 abitanti, e si posiziona 23ª tra le maggiori aree metropolitane della nazione; la Willamette Valley, nell'Oregon occidentale, rappresenta la parte dello stato più densamente popolata, in cui vi sono otto delle dieci città più popolose.
Il panorama dell'Oregon è diversificato, con una costa ventosa, una Catena delle Cascate costellata di vulcani, una moltitudine di laghi sulle cascate e ad ovest, foreste pluviali temperate, temperate e decidue alle più basse altitudini, e un High Desert che si estende per gran parte dell'area orientale dello stato, fino al Gran Bacino. Le alte conifere, principalmente abeti di Douglas che si trovano sulla costa occidentale molto piovosa, contrastano con i più leggeri pini che ricoprono le porzioni orientali dell'Oregon. Gli abbondanti ontani nell'ovest fissano l'azoto per le conifere. Spostandosi verso est dell'Oregon centrale vi sono sterpaglie, praterie, deserti, steppe e prati. Con i suoi 3.429 metri di altitudine, il Monte Hood è il punto più alto dello stato. Lo Stato è coperto per circa il 60% della sua estensione da foreste e ospita diversi parchi nazionali. Il Parco nazionale del lago Crater, comprende la caldera che circonda il Lago Crater, il più profondo degli Stati Uniti. Il soprannome dello Stato è Beaver State, ossia "lo Stato dei castori", animali molto diffusi nella regione.

## Storia

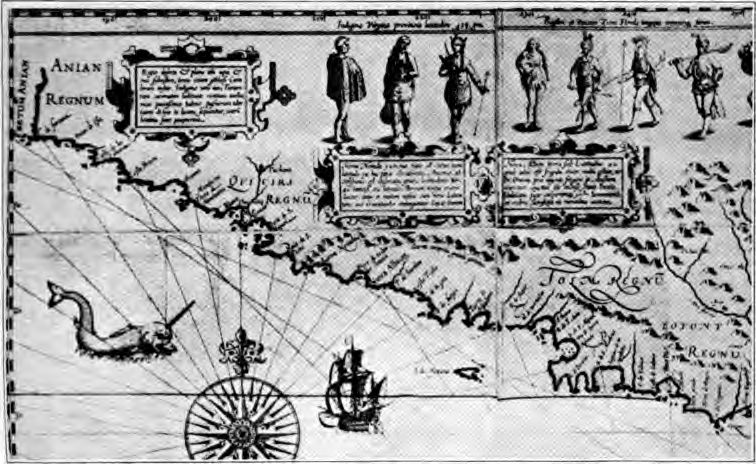
Mappa della costa dell'Oregon nel 1601

Gli insediamenti sulla costa nord-ovest del Pacifico cominciarono circa 15.000 anni fa. Intorno all'8.000 a.C. c'erano insediamenti su tutto il territorio dello Stato, maggiormente concentrati nel tratto basso del fiume Columbia, nelle vallate a ovest e sugli estuari della costa.
Intorno al sedicesimo secolo l'Oregon ospitava diversi gruppi di nativi americani, tra cui le tribù Bannock, Chasta, Chinook, Kalapuya, Klamath, Modoc, Molala, Nez Percé, Takelma e Umpqua.
James Cook esplorò la costa nel 1778 alla ricerca del passaggio a nord-ovest. La spedizione di Lewis e Clark viaggiò attraverso la regione (1806), nell'intento di visitare il territorio acquistato con la cessione della Louisiana. Questa ed altre esplorazioni pubblicizzarono l'abbondanza di animali da pelliccia nell'area.
Il primo insediamento europeo risale al 1811, quando venne finanziata la costruzione di Fort Astoria sull'estuario del Columbia, come avamposto occidentale della Pacific Fur Company. Nella guerra del 1812 il Regno Unito acquisì il controllo di tutte le basi della Pacific Fur Company e lo mantenne a guerra finita, non facendo parte il territorio di quelli da restituire agli Stati Uniti. Solo nel 1819 fu ceduto agli Stati Uniti, senza tuttavia definirne i confini. Dal 1821 i russi, dalle basi dell'Alaska, cominciano a sfruttare le sue coste per la caccia alle balene e agli animali da pelliccia, costruendovi alcune basi di appoggio (Fort Ross), finché dal 1824 viene riconosciuta la sovranità degli Stati Uniti a sud del 54°,40' della latitudine nord.
La Pista dell'Oregon (Oregon Trail) condusse diversi coloni nella regione, a partire dal 1842-1843, quando gli Stati Uniti si accordarono con il Regno Unito per popolare congiuntamente l'area. Per un certo tempo sembrò che le due nazioni dovessero entrare in guerra per la terza volta in 75 anni, ma il confine venne definito pacificamente nel 1846 da un apposito trattato.
Nel 1846 è definita la frontiera con il Canada britannico, lungo il 49º parallelo di latitudine e dal 1848 è ufficialmente creato territorio con il futuro Stato di Washington, staccatosi nel 1853, l'Idaho e le parti occidentali del Wyoming e Montana, mentre precedentemente (1814-46) l'Oregon Country andava dalla costa fino alle Montagne Rocciose (Continental Divide) e dal 42° al 54°,50' lat.
Entrò a far parte dell'Unione come 33º Stato il 14 febbraio 1859.
A partire dal decennio 1880-1890 la proliferazione delle linee ferroviarie diede impulso al commercio di legname e frumento, nonché alla crescita delle città dello Stato.

## Geografia fisica

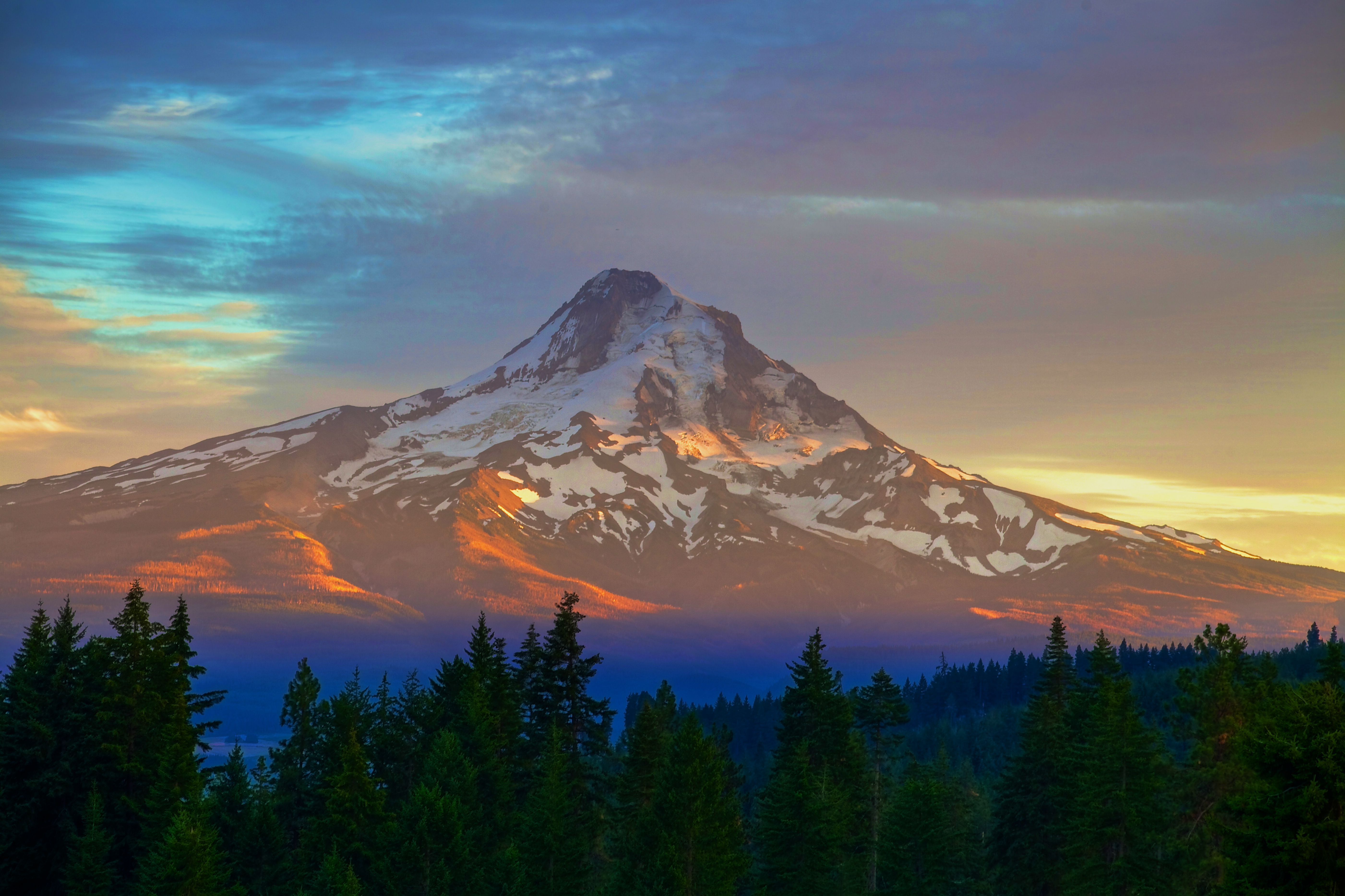
Monte Hood

L'Oregon confina a nord con lo Stato di Washington, a est con l'Idaho, a sud con il Nevada e la California, a ovest è bagnato dall'oceano Pacifico.
L'Oregon può essere suddiviso in 6 aree geografiche omogenee:
- le catene montuose della costa del Pacifico (Coast Range);
- la valle del Willamette;
- la Catena delle cascate;
- i monti Klamath;
- altopiano del fiume Columbia;
- la regione del Gran Bacino.

Si passa dalla foresta pluviale temperata delle montagne costiere al deserto del sud-est.
Il territorio dell'Oregon copre 475 km da nord a sud, e 636 km da est ad ovest, secondo il percorso rettilineo più lungo. La sua superficie, comprese le acque interne, è di 251.418 km² e facendone così il nono tra tutti gli stati USA.
La vetta più alta è il monte Hood (3.428 m), uno stratovulcano delle Cascades sito circa ad 80 km a sud-est da Portland.
L'unico parco nazionale è quello del Lago Crater, che è il lago più profondo di tutti gli Stati Uniti (592 m). Vi sono comunque diverse aree protette di proprietà federale interamente comprese nel territorio dell'Oregon, tra queste: il sito paleontologico del John Day Fossil Beds National Monument, l'area vulcanica del Newberry National Volcanic Monument, la Cascade-Siskiyou National Monument e l'Oregon Caves National Monument.
Altre aree sono solo parzialmente in territorio statale, come il California National Historic Trail, il Fort Vancouver National Historic Site, il Lewis and Clark National Historic Trail, i Lewis and Clark National and State Historical Parks, il Nez Perce National Historical Park e l'Oregon National Historic Trail.
L'Oregon è anche la sede del più piccolo parco del mondo, il Mill Ends Park a Portland.
In Oregon si trova anche la Gola dell'Inferno (Hells Canyon).

### Clima
Il clima è influenzato dalla presenza dell'oceano Pacifico, anche se i suoi effetti sono meno tangibili nei territori più orientali. Generalmente il clima è temperato, sebbene si possano verificare situazioni climatiche estreme. Le precipitazioni variano molto di intensità da zona a zona, passando da un minimo di 20 cm di pioggia all'anno in alcuni punti dell'altopiano ad est, a valori massimi di circa 500 cm su certi versanti delle catene montuose più occidentali.
Spesso l'Oregon è associato all'idea di uno stato piovoso e umido, ma questo è vero essenzialmente per la parte più occidentale dello Stato mentre la parte centrale, e ancor più quella orientale, hanno caratteristiche di precipitazione opposte.

## Origini del nome
Il nome deriva dal francese ouragan (uragano), nome dato dai cacciatori di pellicce francesi al fiume Columbia a causa della rapidità delle sue acque. Il termine potrebbe derivare anche dallo spagnolo huracán, dal nome maya (Huracan) del dio delle tempeste degli indigeni dell'America Centrale.

## Società

### Evoluzione demografica

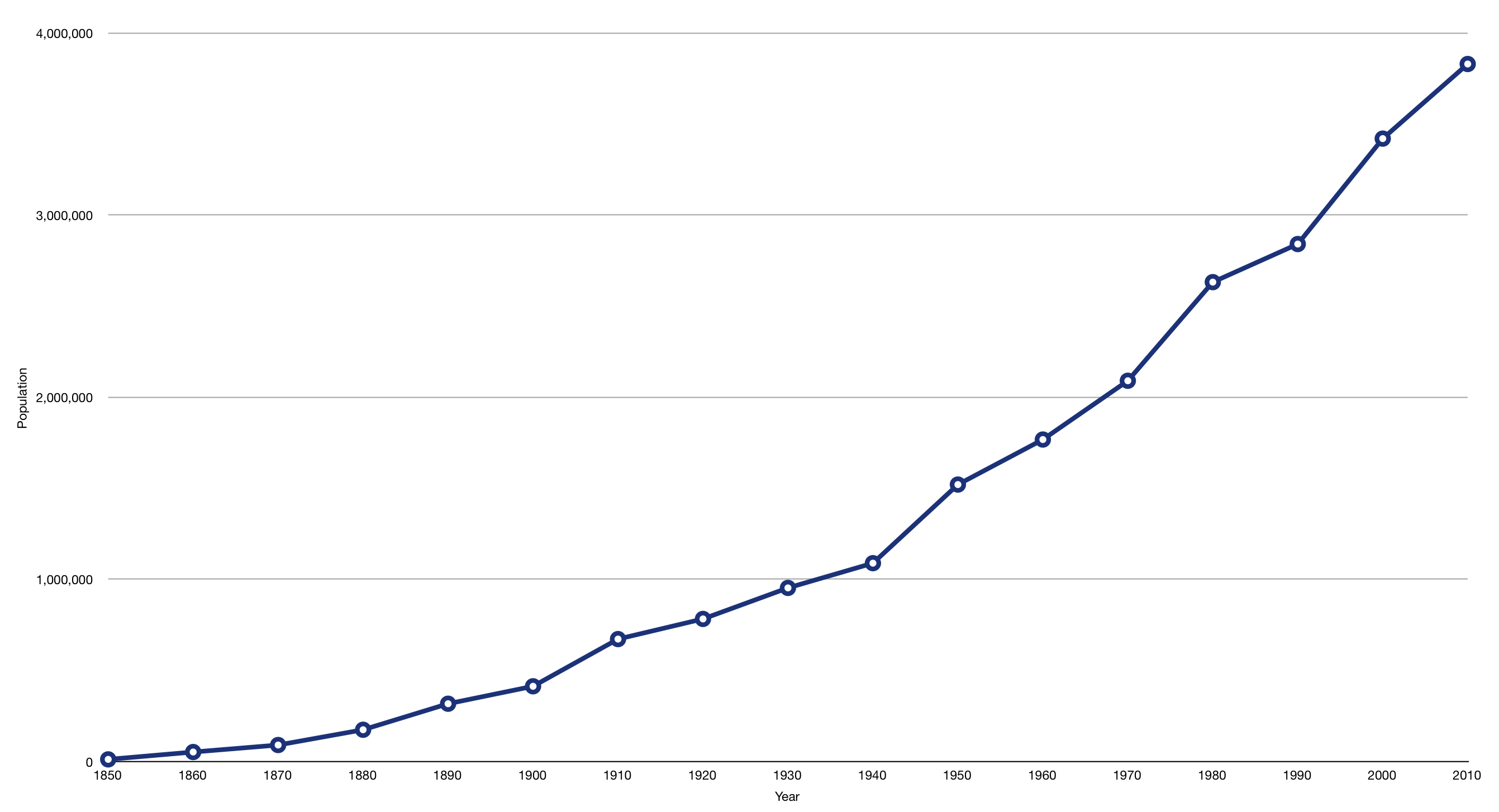
Andamento della popolazione dell'Oregon dal 1850 al 2010

Nel 2005 la popolazione dell'Oregon era così divisa:
- Bianchi - 92,95%
  - Tedeschi - 20,5%
  - Inglesi - 13,2%
  - Irlandesi - 11,9%
  - Ispanici - 9,38%
    - Messicani - 5,5%

  - Italiani - 3,3
- Nativi americani o dell'Alaska - 2,44%
- Asiatici - 4,25%
- Nativi delle Hawaii o delle isole del Pacifico - 0,50%

Vi si trovano le seguenti riserve dei nativi americani Klamath: Fern Ridge, Detroit Thief Valley, Lookout,  Crane Praire, Agency, Dorena, Wickiup, Warm Springs,  Owyhee, Thompson, Drews, Gerber.

### Città

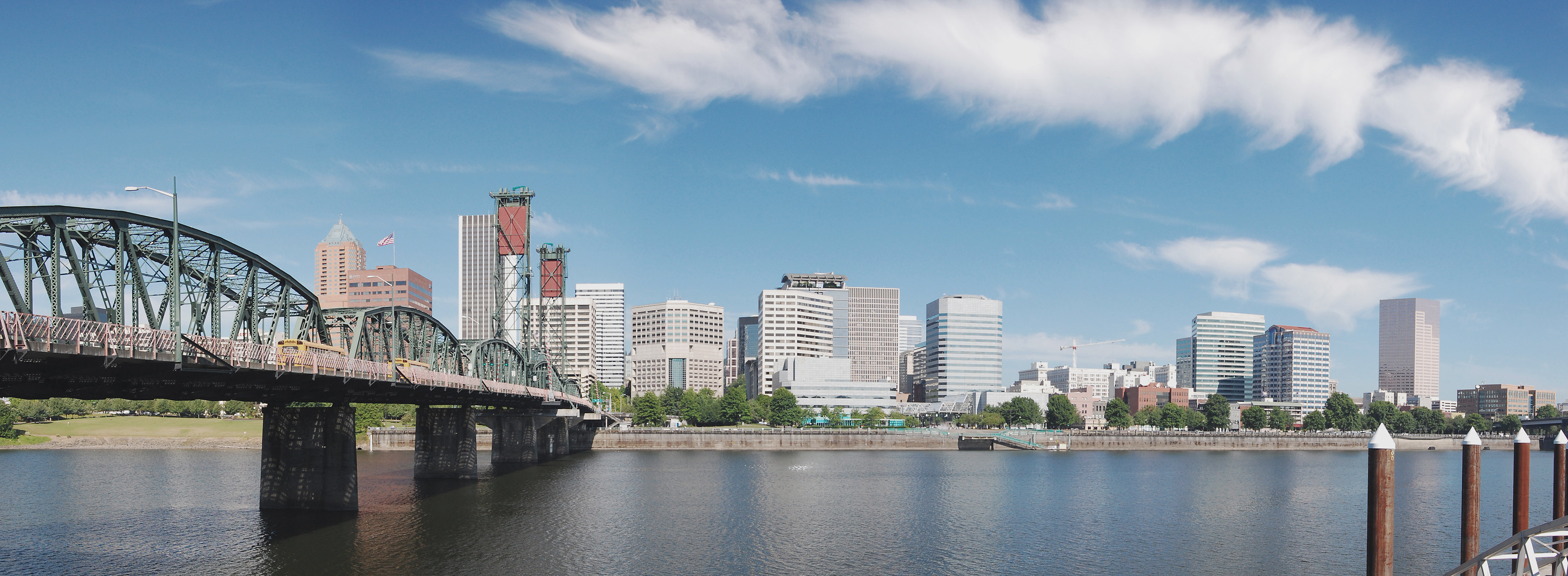
Panorama di Portland

La città più popolosa è Portland, la cui area metropolitana si estende per sei contee tra Oregon e Washington per un totale di circa 2,5 milioni di abitanti. Tra le città più popolose dello Stato figurano anche tre centri appartenenti a questa grande area: Gresham, Hillsboro e Beaverton.
Da una stima del 01-07-2018 queste sono le prime 10 città per numero di abitanti:
1. Portland, 653.115
2. Salem, 173.442
3. Eugene, 171.245
4. Gresham, 110.158
5. Hillsboro, 108.389
6. Beaverton, 98.962
7. Bend, 97.590
8. Medford, 82.347
9. Springfield, 62.979
10. Corvallis, 58.641

### Religioni
- Cristiani: 76%
  - Protestanti: 39%
  - Cattolici: 28%
  - Mormoni: 5%
  - Altri Cristiani: 4%
- Ebrei: 1%
- Non affiliati: 23%
  - Credenti senza affiliazione: 8%
  - Atei: 9%
  - Agnostici: 6%

## Cultura
Simboli dello Stato:
- Uccello: Western Meadowlark (Sturnella neglecta)
- Mammifero: American Beaver (Castor canadensis)
- Fiore: Oregon grape (Mahonia aquifolium)
- Lingua dei nativi: lingua siletz dee-ni

## Giustizia

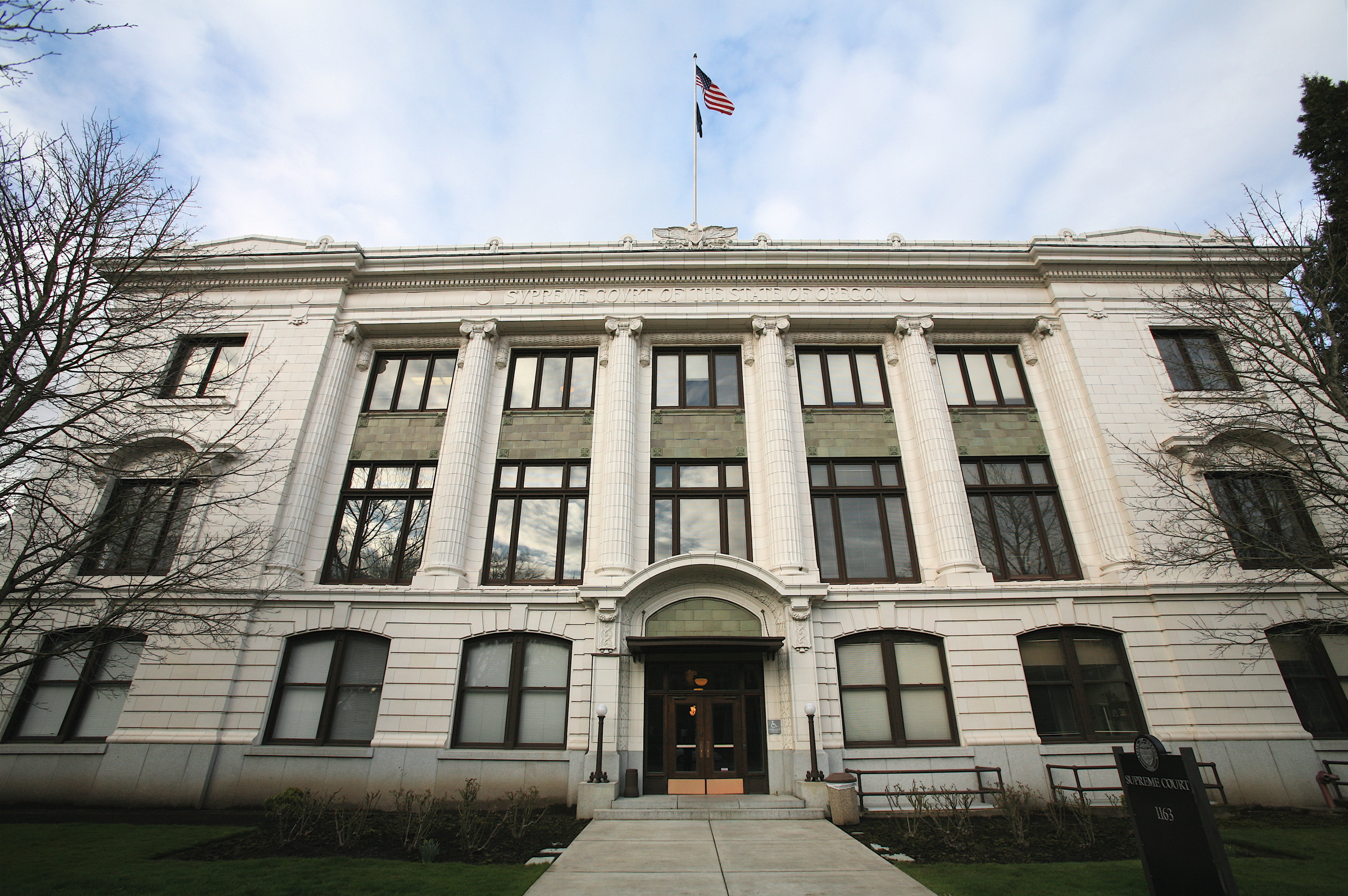
Oregon Supreme Court building

Lo Stato dell'Oregon mantiene la pena di morte che viene eseguita esclusivamente tramite iniezione letale.

## Sport
Le franchigie dell'Oregon che partecipano ai campionati sportivi nazionali sono:
- Portland Trail Blazers, NBA
- Portland Timbers, MLS
- Portland LumberJax, NLL (lega non facente parte del Big Four) (la squadra ha cessato di esistere dal 2009)
- Portland Thorns, NWSL